# Pascual Sala
Pascual Sala Sánchez (Valencia, 18 de junio de 1935) es un jurista español, que fue presidente del Tribunal Constitucional (2011-2013), presidente del Tribunal Supremo y del Consejo General del Poder Judicial (1990-1996) y del Tribunal de Cuentas (1988-1990). 

## Biografía
Licenciado en Derecho por la Universidad de Valencia, es experto en Derecho Administrativo y Proceso Contencioso Administrativo, y ha publicado varias obras sobre estas materias. Durante la dictadura franquista formó parte de Justicia Democrática, que estuvo integrada por profesionales del ámbito judicial opuestos al régimen y partidarios de establecer la democracia en España. Durante el periodo democrático, Pascual Sala fue miembro de la asociación profesional Jueces para la Democracia hasta ser nombrado presidente del Tribunal Supremo y del Consejo General del Poder Judicial.
Pascual Sala ingresó en la carrera judicial en 1962 y accedió por oposición al puesto de magistrado de la jurisdicción contencioso-administrativa, labor que desarrolló entre 1972 y 1982. 
En 1982 fue nombrado consejero del Tribunal de Cuentas por el Congreso de los Diputados a propuesta del Partido Socialista, llegando a ser elegido presidente de la Sección de Enjuiciamiento. Cuatro años después se convirtió en Magistrado lo Contencioso-Administrativo del Tribunal Supremo y en 1988 fue elegido presidente del Tribunal de Cuentas por los miembros de dicho tribunal.
El 7 de noviembre de 1990, Pascual Sala se convirtió en presidente del Tribunal Supremo y del Consejo General del Poder Judicial, obteniendo trece de los veinte votos de los vocales de este último.
Durante su presidencia tuvo que hacer frente en el Consejo al conflicto que mantuvo el vicepresidente, el conservador José Luis Manzanares, con los vocales progresistas y a los problemas derivados de las bajas de Juan Alberto Belloch y María Teresa Fernández de la Vega, para convertirse en miembros del gobierno de Felipe González como ministro de Justicia e Interior y secretaria de Estado respectivamente.
Adquirió una especial relevancia el escándalo que provocó la baja del juez Luis Pascual Estevill, vocal del Consejo, a raíz de verse este implicado en varios procesos judiciales por corrupción, por los que terminó siendo condenado al ser considerado culpable de los delitos de cohecho, extorsión, prevaricación continuada y detenciones ilegales.
El 26 de julio de 1996 Pascual Sala fue sustituido en las presidencias del Tribunal Supremo y del Consejo por el magistrado Javier Delgado Barrio y regresó a su antiguo puesto como magistrado del Tribunal Supremo. De 2004 a 2013 fue miembro del Tribunal Constitucional y el 20 de enero de 2011 fue elegido su presidente, siendo el primer juez de carrera, ya que el resto fueron catedráticos. Se mantuvo en este cargo hasta el 19 de junio de 2013. Su mandato estuvo marcado por el retraso en la renovación de los miembros del órgano, destacando las sentencias contra la ilegalización por parte del Tribunal Supremo de Sortu como partido político y a favor de la ley del matrimonio homosexual, y la admisión del recurso en contra de la declaración soberanista del Parlamento de Cataluña, todavía en trámite en el momento en que finalizó su mandato. Todas estas decisiones generaron una profunda controversia.
El 5 de diciembre de 2014 le fue concedida la gran cruz de la Orden de Carlos III.

## Obras publicadas
- Derecho de la edificación. J. M. Bosch Editor. Barcelona, 2001 – ISBN 84-7676-784-6.
- Derecho procesal administrativo. Centro de Estudios Ramón Areces. Madrid, 2001 – ISBN 84-8004-464-0.
- Jurisdicción y competencia en el proceso contencioso-administrativo: problemas de delimitación competencial en la nueva Ley Reguladora de la Jurisdicción Contencioso-administrativa. Editorial Bosch. Barcelona, 2002 – ISBN 84-7676-816-8.

## Fuente y referencias
1. ↑  Horcajo, Xavier. Pascual Sala exige a Estevill que dimita de su cargo de vocal en el Consejo General del Poder Judicial. El País.com. (01-03-1996)
2. ↑  Vargas Valdez, José Luis. Jaque a la confianza judicial. El caso español del juez Estevill, en la Biblioteca Jurídica Virtual del Instituto de Investigaciones Jurídicas de la UNAM.
3. ↑   Pascual Sala, Composición del Tribunal Constitucional. Web del Tribunal Constitucional.
4. ↑  El nuevo presidente del Constitucional aboga por 'normalizar' la institución
5. ↑  «Con sello personal: Pascual Sala». Consejo General del Notariado. mayo-junio de 2013. Consultado el 22 de octubre de 2013.
6. ↑  «Real Decreto 1024/2014, de 5 de diciembre, por el que se concede la Gran Cruz de la Real y Distinguida Orden Española de Carlos III al Excelentísimo Señor don Pascual Sala Sánchez.». Boletín Oficial del Estado (Madrid) (295): 100710. 6 de diciembre de 2014. Consultado el 21 de agosto de 2020.

- Pascual Sala Sánchez, Galardón Hypnos al embajador de Jumilla. Ayuntamiento de Jumilla.
- El Tribunal Constitucional ratifica a Pascual Sala como presidente (Cadena SER]

| Predecesor: José María Fernández Pirla | Presidente del Tribunal de Cuentas 26 de julio de 1988-julio de 1990 | Sucesor: Adolfo Carretero Pérez       |
| Predecesor: Antonio Hernández Gil      | Presidente del Tribunal Supremo 1990-1996                            | Sucesor: Javier Delgado Barrio        |
| Predecesor: Antonio Hernández Gil      | Presidente del Consejo General del Poder Judicial 1990-1996          | Sucesor: Javier Delgado Barrio        |
| Predecesor: María Emilia Casas         | Presidente del Tribunal Constitucional 2011-2013                     | Sucesor: Francisco Pérez de los Cobos |

- Datos: Q9056533
- Multimedia: Pascual Sala / Q9056533